# Xenia rubens
Xenia rubens är en korallart som beskrevs av Schenk 1896. Xenia rubens ingår i släktet Xenia och familjen Xeniidae. Inga underarter finns listade i Catalogue of Life.